# Heliophorus matsumurae
Heliophorus matsumurae är en fjärilsart som beskrevs av Hans Fruhstorfer 1908. Heliophorus matsumurae ingår i släktet Heliophorus och familjen juvelvingar. Inga underarter finns listade i Catalogue of Life.